# Place Pierre-Lampué
La place Pierre-Lampué est une voie située dans le quartier du Val-de-Grâce du 5e arrondissement de Paris.

## Origine du nom
Elle doit son nom au photographe d'architecture et conseiller municipal Jean Pierre Philippe Lampué (1836-1924).

## Historique
Cette place a été ainsi dénommée le 17 avril 1929.